# Panthea angelica
Panthea angelica är en fjärilsart som beskrevs av Dyar 1921. Panthea angelica ingår i släktet Panthea och familjen Pantheidae. Inga underarter finns listade i Catalogue of Life.